# Renato Rodyner
Renato Rodyner (Porto Alegre, 4 de agosto de 1962) é um artista plástico brasileiro radicado em Portugal desde 1990. Conhecido pelo seu trabalho em pintura e escultura, Rodyner explora temas como relações humanas e emoções na sua arte contemporânea, com influências do neo-expressionismo.

## Biografia
Nascido em Porto Alegre, Rio Grande do Sul, Rodyner demonstrou interesse pelas artes desde jovem. Frequentou o Centro de Desenvolvimento da Expressão do Rio Grande do Sul nas décadas de 1970 e 1980, , onde aprendeu técnicas como fotografia, xilogravura, litogravura e pintura. Aos 14 anos, participou do Salão do Jovem Artista em Porto Alegre, ganhando destaque pela sua idade precoce.
Na década de 1980, Rodyner trabalhou como diretor de arte para casas de moda no Rio de Janeiro, criando estampas para marcas como Frankie Amaury e Noventa Graus. Em 1990, aos 28 anos, mudou-se definitivamente para Portugal, após receber um convite para um projeto, estabelecendo-se em Cascais.

## Carreira
Rodyner fundou a R. Rodyner Gallery na Casa da Guia, um palacete do século XIX em Cascais, onde expõe o seu trabalho e o de outros artistas. A sua arte é caracterizada por cores vibrantes e traços expressivos, explorando frequentemente temas relacionados com emoções e experiências humanas.
O artista descreve o seu estilo como neo-expressionista, com influências subtis do cubismo e modernismo. Valoriza a técnica manual na sua arte, afirmando: "Eu faço mesmo à mão, com pincel. E incomoda-me esta fase da arte que não valoriza a técnica e a aprendizagem".
Em 2016, Rodyner recebeu o prémio de Arte Contemporânea no Vera – World Fine Art Festival em Moscovo. As suas obras estão presentes em diversas coleções públicas e privadas, incluindo a de Pierre Cardin, que o elogiou como o "novo Picasso", e da Princesa Stéphanie do Mónaco.

## Exposições e reconhecimentos
Rodyner já expôs em diversas cidades ao redor do mundo, incluindo Paris, Mónaco, Madrid, Lisboa, Zurique, Nova Iorque, Budapeste, Macau e Moscovo.
Alguns dos seus reconhecimentos notáveis incluem:
- 2016: Prémio de Arte Contemporânea, Vera – World Fine Art Festival, Moscovo[3]
- 2023: Instalação da escultura "Renascimento da Pedra" na Praça Tanegashima em Vila do Bispo, Portugal[6]
- Citação no livro "Pintura Contemporânea Portuguesa: 100 Pintores"[1]

## Projetos recentes
Em 2023, Rodyner criou uma série de pinturas intitulada "Revolução dos Beijos", inspirada na Revolução dos Cravos de Portugal em 1974 e em protestos recentes no Brasil.
Em 2025, o artista colaborou com a Mercedes-Benz Retail para uma exposição na Sociedade Nacional de Belas Artes de Lisboa, onde apresentou uma intervenção artística no novo modelo elétrico EQS SUV.

## Estilo e filosofia
Rodyner acredita que "a arte é boa quando uma pessoa simples olha e se emociona". O seu trabalho é conhecido pela sua intensidade e vibração, descrito como uma "revolução de emoções, estrondo de cor e de traços".
O artista trabalha com diversas técnicas, incluindo pintura, escultura e design de joias. Nas suas esculturas, como "Renascimento da Pedra", Rodyner aproveita a cor natural do material, contrastando áreas polidas e texturizadas.